# Claude Shannon

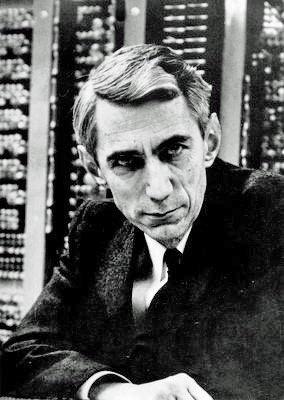
Claude Shannon (um 1963)

Claude Elwood Shannon (* 30. April 1916 in Petoskey, Michigan; † 24. Februar 2001 in Medford, Massachusetts) war ein US-amerikanischer Mathematiker und Elektroingenieur. Er gilt als Begründer der Informationstheorie.

## Leben
Claude Shannon wurde in Petoskey, Michigan, geboren und wuchs im nahen Gaylord auf, dem Wohnsitz der Eltern. Sein Vater war Richter, seine Mutter Sprachlehrerin deutscher Herkunft. Während seiner High-School-Zeit arbeitete er als Bote für die Western Union.
Er folgte 1932 seiner Schwester Catherine an die University of Michigan. Sie schloss in jenem Jahr das Mathematikstudium ab, und er begann ein Elektrotechnik- und Mathematikstudium. 1936 wechselte er mit einem Abschluss in Mathematik und Elektrotechnik an das MIT. In seiner Abschlussarbeit zum Master in Elektrotechnik (1937), A Symbolic Analysis of Relay and Switching Circuits, benutzte er Boolesche Algebra zur Konstruktion von digitalen Schaltkreisen. Die Arbeit entstand aus der Analyse der Relais-Schaltkreise im Analogrechner Differential Analyzer von Vannevar Bush (Dekan der Ingenieurwissenschaften am MIT), den Shannon für Anwender programmierte. 1940 erwarb er seinen Doktorgrad in Mathematik mit einer Arbeit über theoretische Genetik (An Algebra for Theoretical Genetics) am MIT. Eine Relais-Schaltnetz-Schaltalgebra-Theorie hatte Wiktor Schestakow bereits  1934–1935 entwickelt, die aber erst 1941 veröffentlicht wurde.
Nach kurzem Aufenthalt als Forscher am Institute for Advanced Study in Princeton, New Jersey, kam er 1941 als Mathematiker zu den ebenfalls in New Jersey gelegenen AT&T Bell Labs. Dort lernte er Mary Elisabeth Moore, technische Assistentin am Microwave Research Department, kennen. Sie heirateten 1949, zwei Söhne und eine Tochter gingen aus der Ehe hervor.
Nachdem er schon 1956 eine Gastprofessur am MIT angetreten hatte, wechselte er 1958 ganz dorthin, als Donner Professor of Science. 1978 wurde er vom MIT emeritiert. Seine professionellen Beziehungen zu den Bell Labs als Berater hielt er währenddessen bis 1972. In seinen letzten Lebensjahren litt er an der Alzheimer-Krankheit, an deren Folgen er auch starb.

## Werk
1948 veröffentlichte Claude E. Shannon seine bahnbrechende Arbeit A Mathematical Theory of Communication (dt. Mathematische Grundlagen in der Informationstheorie). In diesem Aufsatz konzentrierte er sich auf das Problem, unter welchen Bedingungen eine von einem Sender kodierte und durch einen gestörten Kommunikationskanal übermittelte Information am Zielort wiederhergestellt, also ohne Informationsverlust dekodiert werden kann. Dabei konnte er den aus der Physik bekannten Begriff der Entropie erfolgreich in der Informationstheorie anwenden.
Gleichzeitig erschien von ihm der Artikel Communication in the presence of noise („Nachrichtenübermittlung bei Vorhandensein von Hintergrundrauschen“), in dem er die Darstellung frequenzbeschränkter Funktionen durch die Kardinalreihe nach John Macnaghten Whittaker (1929 und 1935) mit Überlegungen zur maximalen Datenrate, insbesondere von Harry Nyquist, zu einer Theorie der Kanalkapazität in der digitalen Signalübertragung verknüpfte. Vor ihm, jedoch ohne seine Kenntnis, publizierte Wladimir Alexandrowitsch Kotelnikow 1933 ein gleichlautendes Resultat. Demnach muss die Abtastfrequenz (Sampling rate) für ein Signal mindestens doppelt so groß sein wie die höchste Frequenz, die in ihm enthalten ist, um ohne Informationsverlust wieder in ein analoges Signal rekonstruiert zu werden (Nyquist-Shannon-Abtasttheorem).
Ein weiterer bemerkenswerter Artikel erschien 1949, Communication Theory of Secrecy Systems (Die mathematische Kommunikationstheorie der Chiffriersysteme), in dem Shannon die formalen Grundlagen der Kryptographie klärte und sie damit in den Rang einer eigenständigen Wissenschaft erhob.

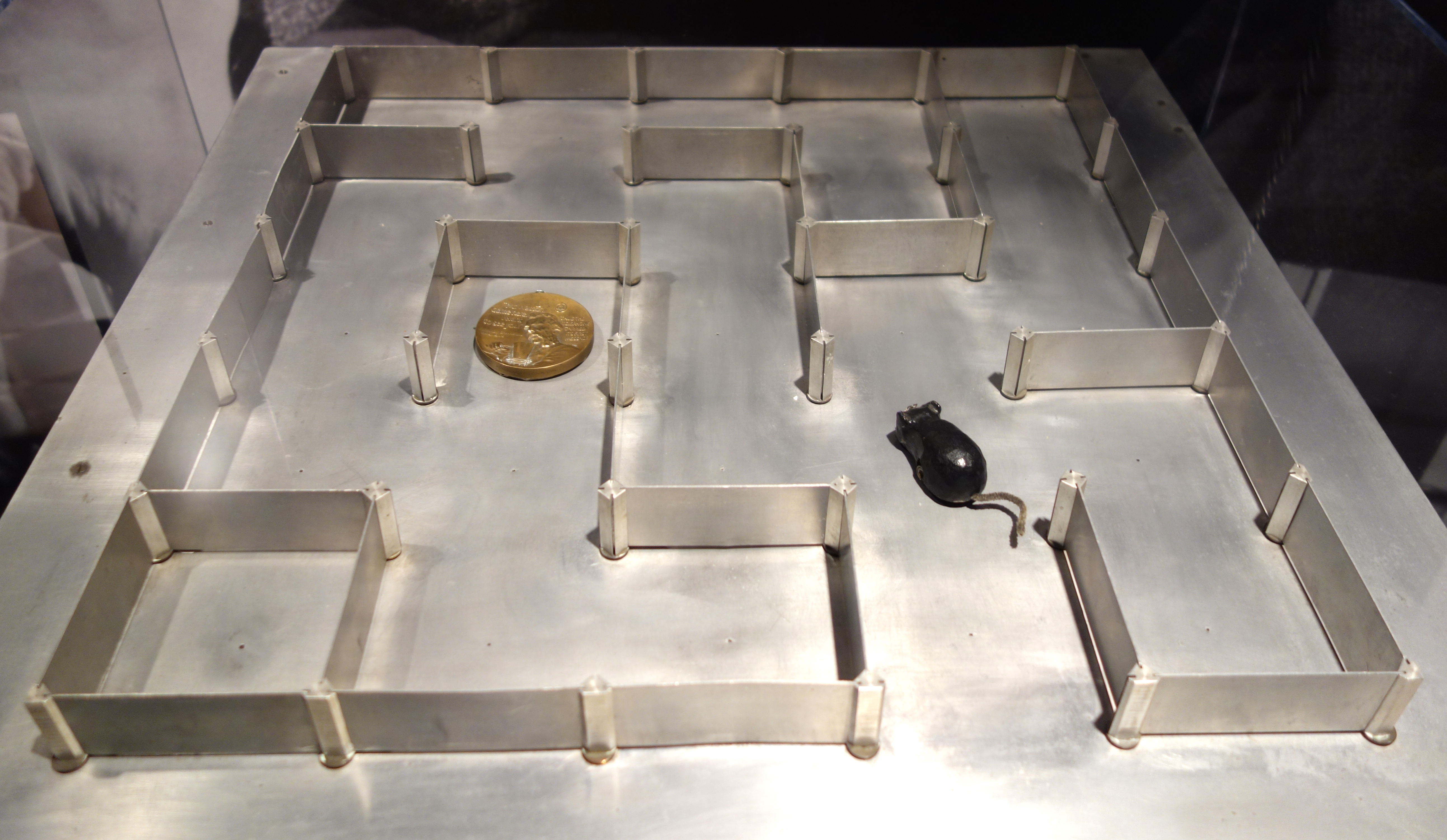
Theseus Maze, MIT Museum, Cambridge, Massachusetts

Shannon war vielseitig interessiert und kreativ; er soll bei Bell jonglierend auf einem Einrad in den Gängen herumgefahren sein. Randprodukte seiner beruflichen Tätigkeit sind unter anderem eine Jongliermaschine, raketengetriebene Frisbees, motorisierte Pogostöcke, eine Maschine zum Gedankenlesen, eine mechanische Maus (Theseus, 1950), die sich mittels eines einfachen Gedächtnisses bestehend aus Relais-Schaltkreisen in Labyrinthen orientieren konnte, und schon in den 1960ern ein früher Schachcomputer. Eine Arbeit von 1950 befasst sich bereits mit Schachprogrammen. Die Arbeit war einflussreich und führte zu dem ersten Schachspiel auf Computern auf dem MANIAC-Rechner in Los Alamos 1956. Er baute auch die „ultimate machine“, ein Kästchen mit einem Schalter, den eine mechanische Hand wieder auf „aus“ stellte, nachdem man ihn eingeschaltet hatte. Nach ihm wurde die Einheit des Informationsgehaltes einer Nachricht, das Shannon, benannt.
Mitte der 1960er Jahre begann er sich für Finanztransaktionen zu interessieren und hielt darüber mehrfach am MIT gut besuchte Vorlesungen (einer seiner Hörer war Paul Samuelson). Er schlug ein heute Constant Proportion Rebalanced Portfolio genanntes Verfahren vor, um aus Zufallsfluktuationen des Marktes Gewinn zu erzielen (nach jeder Transaktion Aufteilung des Kapitals in genau zwei Hälften, eine für Spekulation, die andere Barreserve).
Nach der Teilung von AT&T im Jahre 1996 wurde der Großteil der Bell Labs der neuen Firma Lucent Technologies zugeschlagen. Das Forschungslabor der AT&T in Florham Park, New Jersey, wurde ihm zu Ehren AT&T Shannon Laboratory getauft.
Zu seinen Forschungsergebnissen im Bereich von Booleschen Algebren gehören der Inversionssatz sowie der Entwicklungssatz von Shannon.

## Ehrungen
1939 erhielt er den Alfred Noble Prize. 1956 wurde er in die National Academy of Sciences, 1957 in die American Academy of Arts and Sciences und 1983 in die American Philosophical Society gewählt. 1966 erhielt er die National Medal of Science. Im Jahr 1970 wurde er zum Mitglied der Leopoldina und 1975 zum auswärtigen Mitglied der Königlich Niederländischen Akademie der Wissenschaften gewählt. 1985 erhielt er den damals erstmals verliehenen Kyoto-Preis. 1991 wurde er zum auswärtigen Mitglied (Foreign Member) der Royal Society gewählt.
Am 30. April 2016 – zum 100. Geburtstag – widmet ihm Google ein Doodle, das ihn beim Jonglieren mit drei Binärzahlen „0“, „0“ und „1“ zeigt.
In seinem Heimatort Gaylord ist ein Park nach ihm benannt, in dem seine Skulptur steht.